# Yara Shahidi
Pour les articles homonymes, voir Shahidi.
Yara Shahidi, née le 10 février 2000 à Minneapolis (Minnesota), est une actrice et mannequin américaine.
D'origine afro-américaine et iranienne, elle se fait connaître par le rôle d'Olivia dans le film Dans ses rêves avec Eddie Murphy et quelques années plus tard dans la série Black-ish.

## Biographie

### Débuts précoces

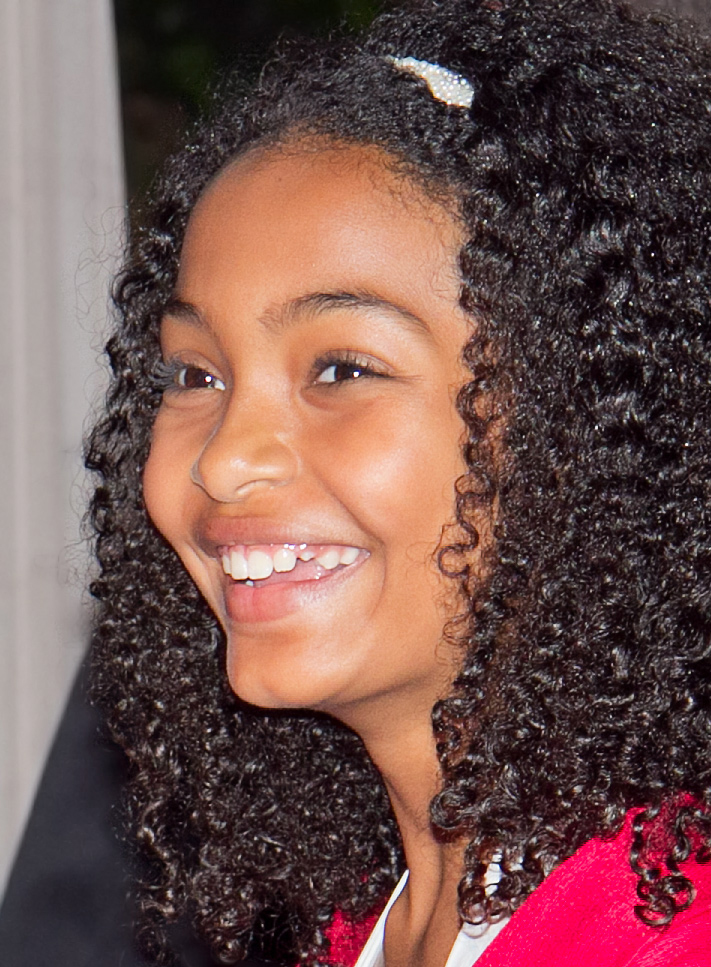
Lors du Festival international du film de Toronto 2011 pour l'avant-première de La Famille Pickler.

Elle est la fille d'une actrice afro-américaine, Keri Shahidi, et d'un photographe iranien, Afshin Shahidi. Elle a deux frères, Sayeed et Ehsan, également acteurs. Fan de l'univers cinématographique Marvel et d'Angela Bassett, elle commence sa carrière très tôt notamment en apparaissant dans des publicités.
En 2009, elle joue dans son premier long métrage, le film fantastique familial Dans ses rêves réalisé par Karey Kirkpatrick. Produit par Nickelodeon Movies, elle y joue la fille d'Eddie Murphy. La même année, elle joue son premier rôle régulier dans la série inédite en France, In the Motherhood et elle apparaît, le temps d'un épisode, dans des séries comme Cold Case : Affaires classées et Les Sorciers de Waverly Place.
En 2010, elle joue dans le thriller No Limit de Gregor Jordan dans lequel elle donne la réplique à Samuel L. Jackson. Le film sort directement en vidéo.
Elle incarne ensuite une orpheline dans la comédie La Famille Pickler, une production saluée au Festival international du film de Toronto. Cette année-là, elle participe au pilote de la série Rip City mais le projet n'est finalement pas retenu par TV Land. Elle se replie alors sur des participations dans des séries telles que The Cape, Agent Spécial Oso...
Entre 2012 et 2013, elle joue un rôle récurrent dans la sitcom afro-américaine The First Family. Puis, elle incarne la version jeune de Kerry Washington dans la série télévisée dramatique à succès, Scandal.

### La révélation deBlack-ishàGrown-ish
En 2014, elle rejoint la distribution principale de la série Black-ish du réseau ABC, et se fait ainsi connaître auprès du grand public. Ce rôle lui permet de remporter sa première récompense, un NAACP Image Awards, en tant que meilleure actrice secondaire dans une série télévisée comique. Son personnage est si populaire, qu'elle obtient sa propre série dérivée, en 2018, Grown-ish,. L'épisode Premiers pas à l'université (Liberal Arts) (saison 3, épisode 23 de Black-ish) a été diffusé le Modèle:3date- sur ABC en tant qu'épisode pilote de la série. C'est la chaîne câblée Freeform, qui appartient au même groupe qu'ABC qui diffuse cependant le spin-off.
Avant cela, elle est considérée comme l'une des adolescentes les plus influentes de l'année par le célèbre magazine Time qui souligne par ailleurs, son combat pour plus de diversité dans les programmes télévisés. Et en 2017, elle remporte le prix Generation Next Award, lors de la 10e cérémonie des Essence Black Women in Hollywood.
En 2018, adoubée par Oprah Winfrey et alors qu'elle est accepté à toutes les universités auxquelles elle a postulé, elle intègre la prestigieuse université Harvard afin d'y étudier les sciences sociales et la culture afro-américaine. Elle a d'ailleurs reçu une lettre de recommandation de Michelle Obama en personne à la suite de leur rencontre dans le cadre de Let Girls Learn qui favorise la scolarisation des filles.
En 2019, elle participe au documentaire plébiscité par la critique, This Changes Everything. Cette production aborde la sous représentation des femmes dans l'industrie du spectacle. Cette année-là, elle devient l'une des égéries de la marque Estée Lauder qui promeut l'estime de soi et elle apparaît dans la campagne automne 2019 de Coach aux côtés de nombreuses célébrités comme Kiko Mizuhara, Michael B. Jordan, Jemima Kirke, Miles Heizer et Liu Wen,. Côté cinéma, elle est à l'affiche du film Mon étoile solaire de Warner Bros. Home Entertainment dans lequel elle partage la vedette aux côtés de Charles Melton. Cette comédie romantique est adaptée du roman à succès du même nom de Nicola Yoon.
En 2020, elle est une énième fois nommée pour le NAACP Image Awards de la meilleure actrice dans une série télévisée comique. Et elle devient égérie de la marque Adidas, ainsi que du calendrier Pirelli aux côtés de Kristen Stewart,. Elle est également pressentie afin d'incarner le rôle de Kayla dans l'adaptation cinématographique de la série d'animation à succès Tom et Jerry mais le rôle est finalement attribué à Chloë Grace Moretz.
À la suite de cette révélation, l'actrice a été choisie pour incarner la fée Clochette pour la prochaine version humaine du dessin animé Peter Pan.

### Engagements
Militante et très concernée par la politique de son pays, pour ses dix huit ans, elle organise une réunion électorale à Los Angeles afin de convaincre ses amis de l'importance des élections mi-mandat. Dans la foulée, elle crée le site internet Eighteen x 18 qui présente des vidéos d'information dans lesquelles elle explique en détail le système politique américain, son système juridique ainsi que la législation sur les armes à feu,.

## Filmographie

### Cinéma

#### Films
- 2009 : Dans ses rêves (Imagine That) de Karey Kirkpatrick : Olivia Danielson
- 2010 : No Limit (Unthinkable) de Gregor Jordan : Katie Humphries
- 2010 : Salt de Phillip Noyce : la jeune voisine de Salt
- 2011 : La Famille Pickler (Butter) de Jim Field Smith : Destiny
- 2012 : Alex Cross de Rob Cohen : Janelle Cross
- 2019 : Mon étoile solaire (The Sun Is Also a Star) de Ry Russo-Young : Nathasha Kingsley
- 2022 : Peter Pan et Wendy (Peter Pan & Wendy) de David Lowery : la Fée Clochette (Tinker Bell en VO)
- 2023 : Nos soirées gâteau-bar (en) (Sitting in Bars with Cake) de Trish Sie : Jane
- 2026 : Street Smart de Catherine Hardwicke
- 2026 : Bloom de Cole Swanson

#### Films d'animation
- 2018 : Yéti et Compagnie de Karey Kirkpatrick : Brenda (voix originale)
- 2020 : Qui a peur des monstres ? (Fearless) de Cory Edwards (en) : Melanie (voix originale)
- 2021 : La Pat' Patrouille, le film (PAW Patrol: The Movie) de Cal Brunker (en) : Dr Kendra Wilson (voix originale)
- 2022 : Le Dragon de mon père (My Father's Dragon) de Nora Twomey : Callie (voix originale)

### Télévision

#### Séries télévisées
- 2007 : Entourage : Kandace West (S4E11)
- 2009 : In the Motherhood (en) : Esther (5 épisodes)
- 2009 : Cold Case : Affaires classées : Meesha Sullivan, en 1991 (S7E07)
- 2009 : Les Sorciers de Waverly Place : Olive (S3E06)
- 2010 : Lie to Me : Olivia (S2E15)
- 2010 : $h*! My Dad Says : Girl Scout (S1E01)
- 2011 : The Cape : Layla Volt (S1E10)
- 2011 : Rip City : Montana (pilote non retenu par TV Land[4])
- 2012 : The Finder : Adina Abreu (1 épisode)
- 2012 - 2013 : The First Family (en) : Chloe Johnson (23 épisodes)
- 2013 : Scandal : Olivia Pope, jeune (S3E06 & S3E09)
- 2014 : Bad Teacher : Jalissa (S1E01)
- 2014 : The Fosters : Maddie (S1E21 & S2E03)
- 2014 - 2022 : Black-ish : Zoey Johnson (91 épisodes)
- 2018 - 2024 : Grown-ish : Zoey Johnson (88 épisodes +, rôle principal - également productrice)
- 2020 : Mixed-ish : Zoey Johnson (S1E20)
- 2023 : Extrapolations : Carmen Jalilo (S1E01)

#### Séries d'animation
- 2011 : Les Griffin : Little Girl (voix originale - 1 épisode)
- 2011 : Agent Spécial Oso : Leah (1 épisode)
- 2016 - 2018 : Chasseurs de trolls : Darci (voix originale - 18 épisodes)
- 2017 : Miles dans l'espace : Malison (voix originale - 1 épisode)
- 2018 - 2019 : Le trio venu d'ailleurs : Les Contes d'Arcadia : Darci (voix originale - 8 épisodes)

### Clips vidéo
- 2018 : Nice for What de Drake
- 2023 : Mosquito de PinkPantheress

### En tant que réalisatrice
- 2018 : X (court métrage - également scénariste)

### En tant que productrice
- 2019 : Hair Love de Matthew A. Cherry, Everett Downing Jr. et Bruce W. Smith (court métrage d'animation)

## Distinctions
Sauf indication contraire ou complémentaire, les informations mentionnées dans cette section peuvent être confirmées par la base de données IMDb.

### Récompenses
- NAACP Image Awards 2015 : meilleure actrice dans un second rôle dans une série télévisée comique pour Black-ish
- Gracie Allen Awards 2016 : meilleure révélation féminine pour Black-ish
- BET Awards 2017 : YoungStars Award pour Black-ish
- 10e cérémonie des Essence Black Women in Hollywood : Lauréate du prix Generation Next Award[9]
- BET Awards 2018 : YoungStars Award pour Black-ish

### Nominations
- Young Artist Awards 2010 : meilleure performance par une jeune actrice dans un film pour Dans ses rêves
- 17e cérémonie des Teen Choice Awards 2015 : meilleure révélation à la télévision pour Black-ish
- BET Awards 2016 : YoungStars Award pour Black-ish
- Young Artist Awards 2016 : meilleure performance par une jeune distribution dans une série télévisée pour Black-ish
- Young Entertainer Awards 2016 : meilleure performance par une jeune distribution dans une série télévisée pour Black-ish
- Black Reel Awards 2017 : meilleure actrice dans un second rôle dans une série télévisée comique pour Black-ish
- MTV Movie & TV Awards 2017 : Next Generation pour Black-ish
- 23e cérémonie des Screen Actors Guild Awards 2017 : meilleure distribution pour une série télévisée comique dans Black-ish
- 19e cérémonie des Teen Choice Awards 2017 : meilleure actrice dans une série télévisée comique pour Black-ish
- Black Reel Awards 2018 : meilleure actrice dans une série télévisée comique pour Grown-ish
- 24e cérémonie des Screen Actors Guild Awards 2018 : meilleure distribution pour une série télévisée comique dans Black-ish
- 20e cérémonie des Teen Choice Awards 2018 : meilleure actrice dans une série télévisée comique pour Grown-ish
- Kids' Choice Awards 2019 : meilleur doublage féminin dans un film d'animation pour Yéti & Compagnie
- 50e cérémonie des NAACP Image Awards 2019 : meilleure actrice dans une série télévisée comique pour Grown-ish
- 21e cérémonie des Teen Choice Awards 2019 : 
  - meilleure actrice dans une série télévisée comique pour Grown-ish
  - meilleure actrice dans une série télévisée de l'été pour Grown-ish
  - meilleure actrice dans un film de l'été pour Mon étoile solaire
- People's Choice Awards 2019 : actrice préférée dans une série télévisée comique pour Grown-ish
- 51e cérémonie des NAACP Image Awards 2020 : meilleure actrice dans une série télévisée comique pour Grown-ish[17]